# Speocirolana bolivari
Speocirolana bolivari là một loài chân đều trong họ Cirolanidae. Loài này được Rioja miêu tả khoa học năm 1953.